# 권성주
권성주(1979년 6월 24일(45세) ~ )는 대한민국의 정치인으로, 현재 새로운보수당의 대변인이다.
부산광역시 출신으로 권철현 전 국회의원의 아들이다, 2017년 바른정당 부산광역시당 수영구 당원협의회 조직위원장으로 임명되었으며 이후 2017년 19대 대선 때 유승민 대선후보의 캠프에서 활동했다. 2018년 2월 신설 창당된 바른미래당의 대변인이 되었다. 제7회 전국동시지방선거를 앞두고서는 안철수 바른미래당 서울시장 후보의 대변인을 맡은 적 있다.
더불어민주당에서 성폭행 사건들이 폭로되자 이를 두고 "더듬어민주당"이라고 비판했다. 또한 홍문표 자유한국당 의원이 "유승민 후보가 나와서 문재인 당선을 도왔다", "바른미래당이 대구시장을 내서는 안 된다" 등의 발언을 하자, 홍문표라는 이름을 가지고 "홍준표 대표는 문재인 대통령 표창감이다"라는 삼행시를 지은 적이 있다.

## 학력
- ~ 1992 광남초등학교 졸업
- ~ 1995 대천중학교 졸업
- ~ 1998 부산중앙고등학교 졸업
- ~ 2006 연세대학교 정치외교학과, 행정학과 학사
- ~ 2008 연세대학교 대학원 정치학과 석사 수료
- ~ 2015 도쿄대학 대학원 지역문화연구과 박사 수료

## 경력
- 2008.02 ~ 2009.09 금호산업 전략기획2팀
- 2009.09 ~ 2010.03 연세대학교 동서문제연구원
- 2015.03 ~ 2016.02 연세대학교 정치외교학과 강사
- 2015.07 ~ 리브컨설팅코리아 치프컨설턴트
- 2016.09 ~ 연세대학교 행정대학원 객원교수
- 2017.03 ~ 2018.02 바른정당 부산광역시당 수영구 당원협의회 조직위원장
- 2017.04 제19대 대통령선거 바른정당 유승민 후보 부산선거대책위원회 유세단장
- 2017.04 제19대 대통령선거 바른정당 유승민 후보 부산선거대책위원회 대변인
- 2017.04 제19대 대통령선거 바른정당 유승민 후보 부산선거대책위원회 부위원장
- 2017.11 바른정당 대변인
- 2018.02 ~ 2020.01 바른미래당 중앙당 대변인
- 2019.02 ~ 2020.01 바른미래당 부산광역시당 수영구 당원협의회 조직위원장
- 2019.06 ~ 2020.01 바른미래당 혁신위원회 위원
- 2020.01 ~ 2020.02 새로운보수당 대변인
- 2020.07 ~ 게이트웨이 투 코리아 Gateway to Korea 대표이사
- 2020.09 ~ 연세대학교 행정대학원 객원교수
- 2021.03 ~ 2021.04 국민의힘 부산시당 4.7 부산시장 보궐선거 선거대책위원회 공동대변인
- 2021.04 부산미래혁신위원회 대변인
- 2021.08 ~ 2021.11 국민의힘 유승민 제20대 대통령 선거 예비후보 희망22 대변인